# Schlesser-Buggy

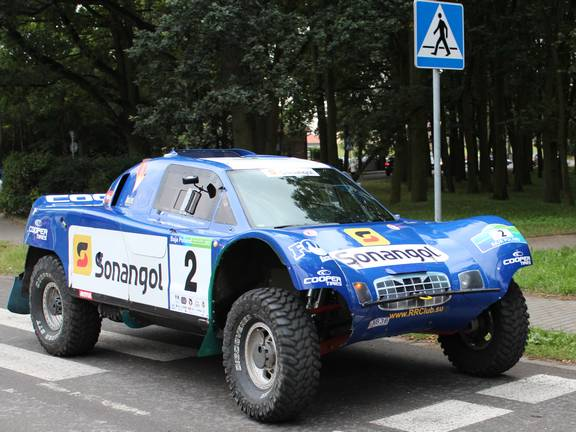
X.822, Baja Poland 2012

Der Schlesser-Buggy ist eine von dem französischen Automobilrennfahrer Jean-Louis Schlesser speziell für Rallye Raids entwickelte Fahrzeugkleinserie.

## Geschichte
Schlesser konstruierte ab 1990 seinen ersten Schlesser-Buggy mit einem Porsche-Motor und eröffnete 1992 eine eigene Werkstatt in der Nähe von Monte Carlo. Es wurden mehrere Varianten der heckgetriebenen Schlesser-Buggys mit unterschiedlichen Motorisierungen und entsprechenden Chassis entwickelt und gebaut. Über die Jahre wurden die Zusammenstellungen von Motoren und Chassis immer wieder geändert.

## Technische Daten
Beispielhafte Spezifikationen der Buggys ab 2002:
- Länge: 4,35–4,50 m
- Breite: 2,10–2,20 m
- Höhe: 1,70–1,75 m
- Trockengewicht: 1160–1400 kg
- Karosserie: Wabenverbundkonstruktion aus karbonfaserverstärktem Kunststoff und Kevlar
- Rahmen: Chrom-Molybdän-Stahl Gitterrohrrahmen mit integriertem Überrollkäfig
- Tankinhalt: 330–360 Liter
- Hubraum: 4000–5400 cm³
- Leistung: 270–285 PS
- Antrieb: Heckantrieb
- Getriebe: 5- und 6-Gang-Schaltgetriebe, ab 2006 sequenzielle 6-Gang-Getriebe

## Fahrzeuge

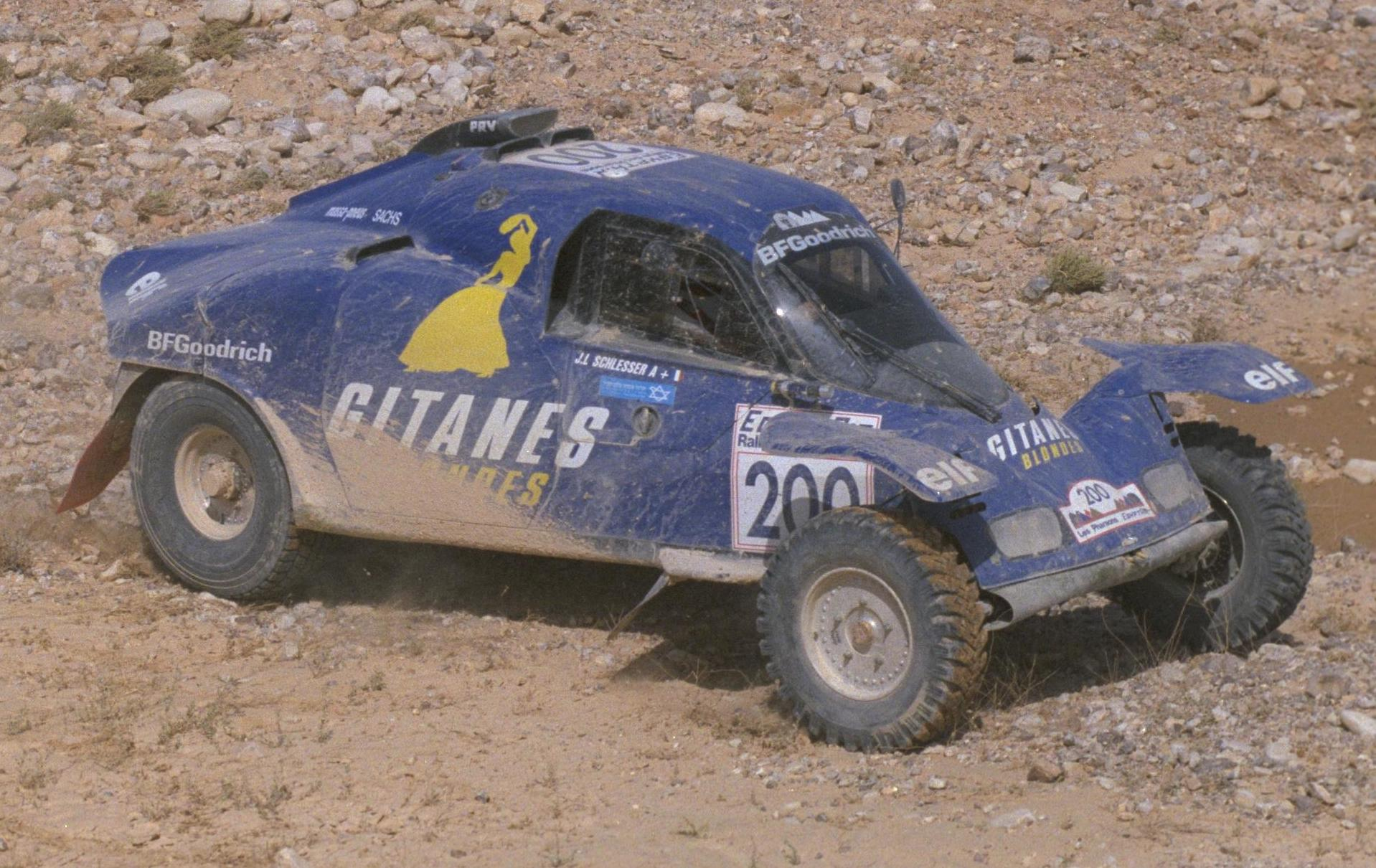
Schlesser-Buggy X.401, Pharao Rallye 1994

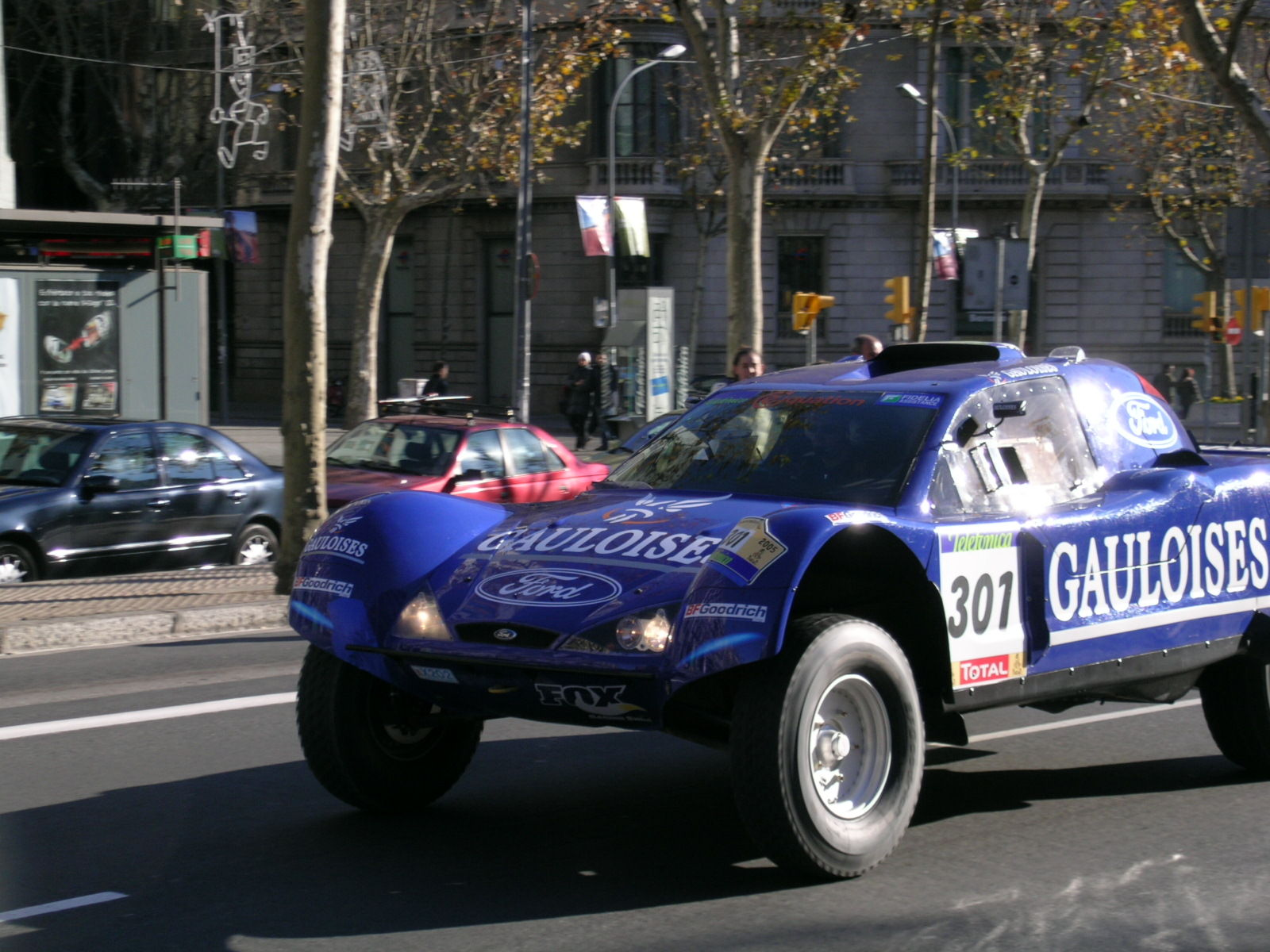
X.301, Paris Dakar Barcelona 2005

Übersicht der verschiedenen Fahrzeuge:
| Bezeichnung | Baujahr | Motor                                                                                | Sonstiges                                      |
| ----------- | ------- | ------------------------------------------------------------------------------------ | ---------------------------------------------- |
| Nr. 1       | 1990    | Renault 4 Zylinder Kompressor, Opel 2 Liter 4 Zylinder, Porsche 3,6 Liter 6 Zylinder | 2-Sitzer                                       |
| Nr. 2       | 1991    | Porsche 3,6 Liter 6 Zylinder                                                         | 1-Sitzer                                       |
| Nr. 3       | 1992    | Renault 3,6 Liter V6 Turbo                                                           | 1-Sitzer, Motor modifiziert                    |
| Nr. 4       | 1992    | Renault 3,6 Liter V6 Turbo                                                           | 2-Sitzer, Motor modifiziert                    |
| Nr. 5       | 1993    | Renault 3,6 Liter V6 Turbo                                                           | 1-Sitzer, Motor modifiziert, Automatikgetriebe |
| Nr. 6       | 1994    | Schlesser 2 Liter V8 Direkteinspritzer                                               | 1-Sitzer                                       |
| X.202       | 1993    | Porsche 3,5 Liter                                                                    | gebaut mit Chassis Nr. 1                       |
| X.201       | 1993    | Porsche 3,6 Liter 6 Zylinder                                                         | gebaut mit Chassis Nr. 2                       |
| X.301       | 1993    | Renault 3,6 Liter                                                                    | gebaut mit Chassis Nr. 3                       |
| X.302       | 1994    | Renault Z7X 3 Liter V6                                                               | gebaut mit Chassis Nr. 4                       |
| X.401       | 1994    | Renault, 4 Zylinder, 370 PS                                                          | gebaut mit Chassis Nr. 5                       |
| X.801       | 1994    | Schlesser 2 Liter V8, später Seat 4 Zylinder Turbo                                   | gebaut mit Chassis Nr. 6                       |
| X.901       | 1995    | Seat Ibiza 2 Liter Einspritzer, 280 PS                                               |                                                |
| X.902       | 1994    | Seat Ibiza 2 Liter Turbo Kompressor, 370 PS                                          |                                                |
| X.903       | 1995    | Seat Ibiza 2 Liter Einspritzer, 280 PS                                               | gebaut mit Chassis X.901                       |
| X.462       | 1996    | Seat 4 Liter V6                                                                      |                                                |
| X.202       | 1997    | PRV Renault                                                                          | neues Chassis                                  |
| X.301       | 1998    | PRV Renault                                                                          | neues Chassis                                  |
| X.446       | 1999    | PRV Renault                                                                          |                                                |
| X.431       | 2001    | Renault F9Q Diesel                                                                   |                                                |
| X.433       | 2003    | Renault F9Q Diesel, später Ford 4 Liter V6, 270 PS                                   |                                                |
| X.202       | 2002    | Ford 4 Liter V6, 270 PS                                                              | neues Chassis                                  |
| X.301       | 2003    | Ford V8                                                                              | neues Chassis                                  |
| X.822       | 2004    | Schlesser 5,4 Liter V8, 285 PS                                                       |                                                |
| X.824       | 2005    | Ford 5,4 Liter V8, 285 PS                                                            |                                                |
| X.826       | 2006    | Schlesser 5,4 Liter V8, 280 PS                                                       |                                                |
| X.223       | 2011    | GM 5,4 Liter V8, 280 PS                                                              |                                                |

## Erfolge (Auswahl)
| Jahr | Veranstaltung              | Platz (über alle Klassen) | Fahrzeug |
| ---- | -------------------------- | ------------------------- | -------- |
| 1992 | Baja du Portugal           | 1                         | Nr. 2    |
| 1992 | Rallye des Pharaons        | 1                         | Nr. 2    |
| 1994 | Desert Challenge           | 1                         |          |
| 1998 | Baja Italie                | 1                         |          |
| 1998 | Rallye de Tunisie          | 1                         |          |
| 1999 | Rallye d'argentine         | 1                         |          |
| 1999 | Granada Dakar              | 1                         |          |
| 2000 | Paris Dakar Kairo          | 1                         | X.301    |
| 2001 | Paris Dakar                | 3                         | X.301    |
| 2002 | Baja Espagne               | 1                         | X.301    |
| 2003 | Optic 2000 Tunisie         | 1                         | X.433    |
| 2004 | Rallye D'Orient            | 2                         | X.202    |
| 2005 | Rallye D'Orient            | 3                         | X.822    |
| 2006 | UAE Desert Challenge       | 3                         | X.824    |
| 2007 | Lisboa Dakar               | 3                         | X.826    |
| 2009 | Africa Eco Race            | 1                         | X.826    |
| 2010 | Africa Eco Race            | 1                         | X.836    |
| 2011 | Africa Eco Race            | 1                         | X.836    |
| 2012 | Africa Eco Race            | 1                         | X.823    |
| 2012 | Abu Dhabi Desert Challenge | 1                         | X.836    |
| 2013 | Africa Eco Race            | 1                         | X.826    |
| 2013 | Silk Way Rally             | 1                         | X.826    |
| 2014 | Africa Eco Race            | 1                         | X.223    |